# Serra d'en Galceran
|  | Per a altres significats, vegeu «La Serra d'en Galceran». |

La Serra d'en Galceran és una alineació muntanyosa de la província de Castelló.

## Particularitats
Pertany al Sistema Ibèric però presenta una orientació catalànide (NE-SO), paral·lela a la línia de costa i retirada a l'interior de la província de Castelló, entre les comarques de l'Alcalatén i la Plana Alta.
Està delimitada geogràficament pel Barranc de la Valltorta al nord, el corredor de les Coves a l'est, el Pla de l'Arc al sud i el corredor prelitoral d'Albocàsser per on discorre la rambla Carbonera a l'oest. Trobem les majors altures a 1.082 msnm al Tossal de Saragossa i a 951 metres al Tossal de la Vila.
La serra s'estén pels termes del poble que li dona nom: la Serra d'en Galceran; també pels municipis d'Albocàsser, la Serratella, les Coves de Vinromà, la Torre d'en Doménec, Vilanova d'Alcolea, Benlloc i la Vall d'Alba.